# بالدوینوویتسه (استان اوپوله)
بالدوینوویتسه (به لهستانی: Baldwinowice) یک منطقهٔ مسکونی در لهستان است که در گمینا نامسووو واقع شده‌است.